# Fergusons Cove (Brule Harbour)
Fergusons Cove – zatoka (cove) zatoki Brule Harbour w kanadyjskiej prowincji Nowa Szkocja, w hrabstwie Colchester; nazwa urzędowo zatwierdzona 26 marca 1976.